# 鲍里斯·塔迪奇
鲍里斯·塔迪奇（發音：[bǒris tǎdiːt͡ɕ]；1958年1月15日—），塞尔维亚政治家、心理学家，曾任塞尔维亚总统。
塔迪奇的父母分别是哲学家及心理学家。他在贝尔格莱德大学心理学系毕业，曾从事记者、心理学教师，并参与南斯拉夫的民主运动。南斯拉夫内战后，塔迪奇支持巴尔干半岛的改革和西化。

## 政治生涯
1990年，塔迪奇加入社会民主主义政党民主党。他曾在佐兰·金吉奇政府担任电讯部部长和国防部长，2003年获选为国会议员。同年金吉奇总理遇刺身亡，塔迪奇在2004年举行的选举中以53.34%的得票率击败塞尔维亚激进党的托米斯拉夫·尼科利奇，当选总统，同年7月11日就任。
2008年2月，塔迪奇在总统选举第二轮投票中击败激进党副主席托米斯拉夫·尼科利奇，成功连任。他是塞尔维亚2006年成为独立国家以来首位通过选举产生的总统。 
2012年4月4日，塔迪奇宣布总统选举提前到5月6日举行，他本人将参选。为此他将提前结束应在今年晚些时候到期的总统任期。总统选举，托米斯拉夫·尼科利奇，在总统选举第二轮投票中击败塔迪奇。

## 對外關係
塔迪奇任内实行亲西方的外交政策。2005年9月28日，他与教宗本笃十六世在梵蒂冈会面，成为第一个与教宗会面的塞尔维亚国家元首。两人的会面缓和了罗马天主教会和塞尔维亚东正教会的紧张关系。

### 蒙特內哥羅
塔迪奇主持2006年黑山独立公民投票，6月5日，塞尔维亚和黑山解体，塔迪奇成为黑山独立后第一个到访的外国国家元首。蒙特內哥羅和平脫離塞爾維亞獨立並獲得國際承認，與捷克斯洛伐克總統哈維爾1993年同意斯洛伐克和平獨立的「天鵝絨分離」如出一轍。

### 科索沃
2008年發生科索沃宣布獨立事件，科索沃當局在美國與歐盟支持下片面宣布脫離塞爾維亞獨立；然而塞爾維亞總統塔迪奇堅決不承認此一結果，並與塞爾維亞最有力盟邦俄羅斯對科索沃聯手施壓，俄羅斯以否決權阻擋科索沃入聯。後來發生了與俄羅斯間的南奧塞提亞戰爭，俄羅斯支持國際上仍公認為格鲁吉亚領土的阿布哈茲與南奧賽提亞獨立。而格鲁吉亚與塞爾維亞兩國的分離主義問題，一度成為歐美列強與俄羅斯之間相互牽制的籌碼。
2008年2月18日由於科索沃獨立已成定局，塞爾維亞自此以後無法行使對於科索沃主權的一切主張，而科索沃有歐洲聯盟與北大西洋公約組織支持，塞爾維亞總統塔迪奇也推動塞爾維亞加入歐盟，但歐盟當局要求塞爾維亞必須交出卡拉季奇與姆拉迪奇等曾在波士尼亞與科索沃實施種族清洗的塞裔戰犯；基於歐盟的要求，姆拉迪奇與卡拉季奇最後被貝爾格勒當局逮捕並被引渡，但因為塞爾維亞堅決拒絕承認科索沃主權，塞爾維亞加入歐盟仍有很大的阻力。